# Isicabu margrethae
Isicabu margrethae är en spindelart som beskrevs av Griswold 200. Isicabu margrethae ingår i släktet Isicabu och familjen Cyatholipidae.
Artens utbredningsområde är Tanzania. Inga underarter finns listade i Catalogue of Life.